# Governatorato di Sfax
Il governatorato di Sfax è uno dei 24 governatorati della Tunisia. Venne istituito nel 1956 e occupa la costa orientale del paese; suo capoluogo è Sfax.

## Centri abitati
Oltre al capoluogo Sfax, fra i maggiori centri abitati vanno menzionati
- Agareb
- Bir Ali Ben Khalifa
- Bir Salah
- El Hencha
- Graïba

## Geografia
Nel territorio del governatorato si trovano le isole Kerkennah e le Isole Kneiss.